# Bobory György (politikus)
Bobory György, Bobory György Károly József Ignác Imre (Jászberény, 1883. február 1. – Budapest, 1949. november 23.) magyar földbirtokos, magyar királyi titkos tanácsos, országgyűlési képviselő.

## Élete
1883-ban született Jászberényben, római katolikus vallásban, idősebb Bobory György (1840–1896) és Graefl Gabriella Mária (1852–1939) fiaként. Jogi tanulmányait a kolozsvári tudományegyetemen folytatta; ugyanott szerezte meg az államtudományi doktorátust is. 1906-ban kezdte meg közigazgatási szakmai pályáját, mint gyakornok, 1908-ban pedig szolgabírói kinevezést kapott.
Az első világháborúban úgyszólván mindvégig jelen volt, a mozgósítástól az összeomlás heteiig. A legtöbb harctéren megfordult, három ízben meg is sebesült; katonai érdemei elismeréseként több háborús kitüntetést is szerzett, köztük a tiszti ezüst vitézségi érmet. Ugyancsak a hadszíntereken tanúsított bátor magatartásáért később a kormányfő vitézzé is avatta.
A háború végét követően a pétervásárai főszolgabírói hivatal élére kapott kinevezést, tisztségét azonban a korabeli közéleti viszonyok miatt igen nehezen tudta átvenni. A kommün uralomra jutása után két ízben is letartóztatták, sőt 1919 májusában, a Heves vármegyei ellenforradalom megszervezésének és az abban való részvételnek vádjával halálra is ítélték, az ítélet végrehajtását csak szökésének köszönhetően sikerült elkerülnie.
A kommün bukását követően, 1919 augusztusában – a román megszállás korai szakaszában – visszavehette főszolgabírói hivatalának vezetését, a következő hónapban pedig kormánybiztossá nevezték ki. 1920-tól 1925 májusáig Heves vármegye főispánja volt; mikor állásáról lemondott, a kormányzó az addigi munkásságáért dicsérő elismeréssel tüntette ki.
Az országos közéletbe 1931-ben kapcsolódott be, amikor is a tiszafüredi választókerület őt választotta országgyűlési képviselőjének, az Egységes Párt programjával. 1935-ben egyhangú szavazás erősítette meg mandátumát – azon a választáson az utódpárt, a Nemzeti Egység Pártja jelöltje volt –, 1939-ben pedig szintén a tiszafüredi kerület voksai révén maradt a képviselőház tagja, a Magyar Élet Pártja színeiben. Az 1935–1939-es ciklus java részében a képviselőház egyik alelnöke, 1937-ben pedig, április és október között belügyi államtitkár is volt.
1938. december 24-én Poroszlón feleségül vette Graefl Ilona Mária Margit Saroltát, Graefl Andor és Tóth Valéria leányát.